# Georgina Battiscombe
Georgina Battiscombe (Pseudonym Gina Harwood, geboren am 21. November 1905; gestorben am 26. Februar 2006) war eine britische Biografin.
Schwerpunkt ihrer Werke waren Lebensläufe des Viktorianischen Zeitalters. Für die Biografie des englischen Geistlichen John Keble, A Study In Limitations, erhielt sie den James Tait Black Memorial Prize für 1963. 1964 wurde sie zum Fellow der Royal Society of Literature ernannt.

## Leben
Battiscombe wurde als Esther Georgina Harwood geboren, als älteste Tochter von George Harwood. Ihr Vater war ein ehemaliger Pfarrer, liberaler Abgeordneter im Parlament für seine Heimatstadt Bolton, er war Lancashires führender Baumwollspinner, Autor und Anwalt. In ihrer gesamten Familie hatte politische Betätigung eine längere Tradition: wie ihr Vater waren auch ihr Großvater mütterlicherseits, Sir Alfred Hopkinson, (der erste Vize Kanzler der Universität Manchester), drei ihrer Onkel sowie ihr Stiefvater, John Murray (Direktor am College der Universität von Süd-West England, Exeter), Abgeordnete im Parlament des Vereinigten Königreichs. Battiscombe zog selber eine politische Karriere in Betracht.
Die Autorin ging in der St Michael’s School in Oxford zur Schule. Anschließend studierte sie am Lady-Margaret-Hall-College der Universität von Oxford. Im Jahr 1932 heiratete sie Christopher Battiscombe, einen Oberstleutnant bei den Grenadier Guards. Das Paar lebte zunächst für zwei Jahre in Sansibar, wo Colonel Battiscombe Sekretär des Sultans und der Lehrer von dessen Sohn wurde. Anschließend lebten sie in Durham, bevor sie in das Schloss Windsor einzogen, als ihr Mann ehrenamtlicher Sekretär der Gesellschaft der Freunde von St George’s wurde. Nachdem sie das Schloss Windsor verlassen hatte, wohnte sie in einer Wohnung in der Nähe des Schlosses. Anschließend zog sie nach Henley-on-Thames weiter, wo sie in der Nähe ihrer Tochter wohnte. Gegen Ende ihrer achtziger Jahre entschloss sie sich, mit ihren abenteuerlichen Reisen ins Ausland wieder anzufangen, oft gemeinsam mit ihrer Schwester Ruth Harris.
Georgina Battiscombe starb 2006 im Alter von 100 Jahren.

## Werk
Battiscombes bekannteste Werke waren Biografien: über die viktorianische Romanautorin Charlotte Mary Yonge (erschienen 1943); Catherine, die Frau des Premierministers William Ewart Gladstone (1956); den englischen Geistlichen John Keble (1963); und Alexandra von Dänemark (1969). Für das Leben der Königin Alexandra, Frau von Edward VII., hatte sie sich interessiert, weil sie an der gleichen Form von Schwerhörigkeit, Otosklerose, wie die Queen litt. Battiscombe war ungefähr von ihrem 20. bis zu ihrem 50. Lebensjahr sehr schwerhörig. Zwei Operationen und ein modernes Hörgerät glichen schließlich diese Behinderung aus. Aber sie hatte dadurch, wie sie sagte‚ ein „besseres Verständnis für Alexandras Zwangslage“ gehabt.
Battiscombe verfasste außerdem Biografien über Christina Rossetti (1965) und Lord Shaftesbury (1974), sowie andere Werke, darunter Two on Safari (1946); English Picnics (1949); Reluctant Pioneer: The Life of Elizabeth Wordsworth (1978); The Spencers of Althorp (1984); und Winter Song, einen Lyrikband (1992).

## Veröffentlichungen (Auswahl)
- Christina Rosetti. A Divided Life. Constable, London 1981, ISBN 0-09-461950-6
- Shaftesbury. A Biography of the 7th Earl. Constable, London 1974, ISBN 0-09-457840-0
- Queen Alexandra. Constable, London 1969, ISBN 978-0-351-15291-7
deutsch: Alexandra. Königin an der Seite Eduard VII. Aus dem Englischen übertragen von Christian Spiel. Biederstein-Verlag, München 1970, ISBN 3-7642-0134-7